# Elyse Galiano
Elyse Galiano (Straatsburg, 1980) is een Frans kostuumontwerpster.
Nadat ze een bacheloropleiding Toegepaste Kunsten volgde in Straatsburg, voltooide ze in 2004 een masteropleiding Schone Kunsten in Besançon. Daar kwam ze in aanraking met beeldende kunsten, keramiek, scenografie. Nadien ging ze aan de slag bij L'atelier de Couture de Caroline in Ixelles om haar praktische vaardigheden als naaister en kostuumontwerpster te ontwikkelen. Sinds 2009 woont en werkt ze in Brussel.

## Werk
Sinds 2006 werkt ze ook met borduurtechnieken in haar creaties, waarbij ze experimenteert met menselijk haar als vervanging voor katoenen draad. In haar artistieke creaties verwijst ze vaak naar feministische thema's en vraagstukken, waarbij ze kritisch staat tegenover de positie van vrouwen in de huidige samenleving . Vanaf 2007 begon Elyse Galiano met het tentoonstellen van haar werk op verscheidene plaatsen in Frankrijk, België en Italië. Ze werkte onder meer samen met de galerijen van Manuel Zoia in Milaan en Spazio Testoni in Bologna, waar ze in 2017 "Apolline, Constance et les autres..." voorstelde. In Brussel werden haar creaties tentoongesteld bij kunstfestival Art Truc Troc, Nuit Blanche en Féministe Toi-Même!. Daarnaast werd haar werk opgenomen in tentoonstellingen van culturele centra in Schaarbeek en Marchin en in Art'Amazone (van Amazone vzw).
Ook is ze actief als scenografe en kostuumontwerpster voor de theatergezelschappen La Guimbarde (Charleroi) en Lily&Compagnie (Doornik) en werkte ze af en toe in opdracht van de Koninklijke Muntschouwburg. Daarnaast wordt ze regelmatig uitgenodigd als kunstenares op ateliers van kunstscholen in samenwerking met Mus-e Belgium.